# Liste von Söhnen und Töchtern der Stadt Greifswald
In der Hansestadt Greifswald geborene Persönlichkeiten in der Reihenfolge ihres Geburtsjahrgangs:

## 15. und 16. Jahrhundert

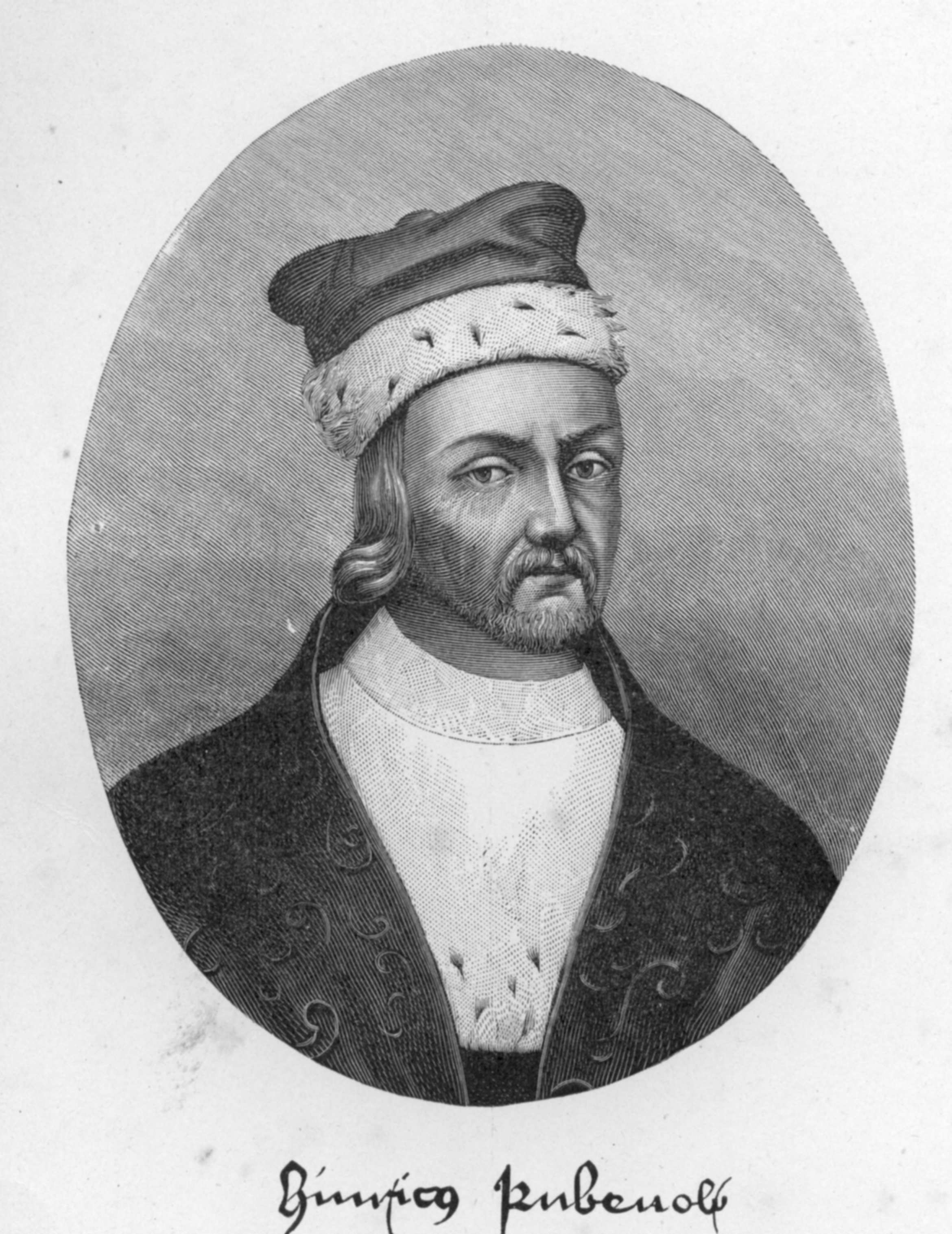
Heinrich Rubenow

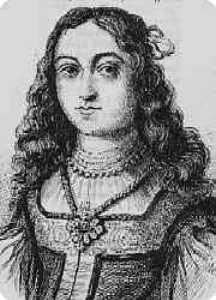
Sibylla Schwarz

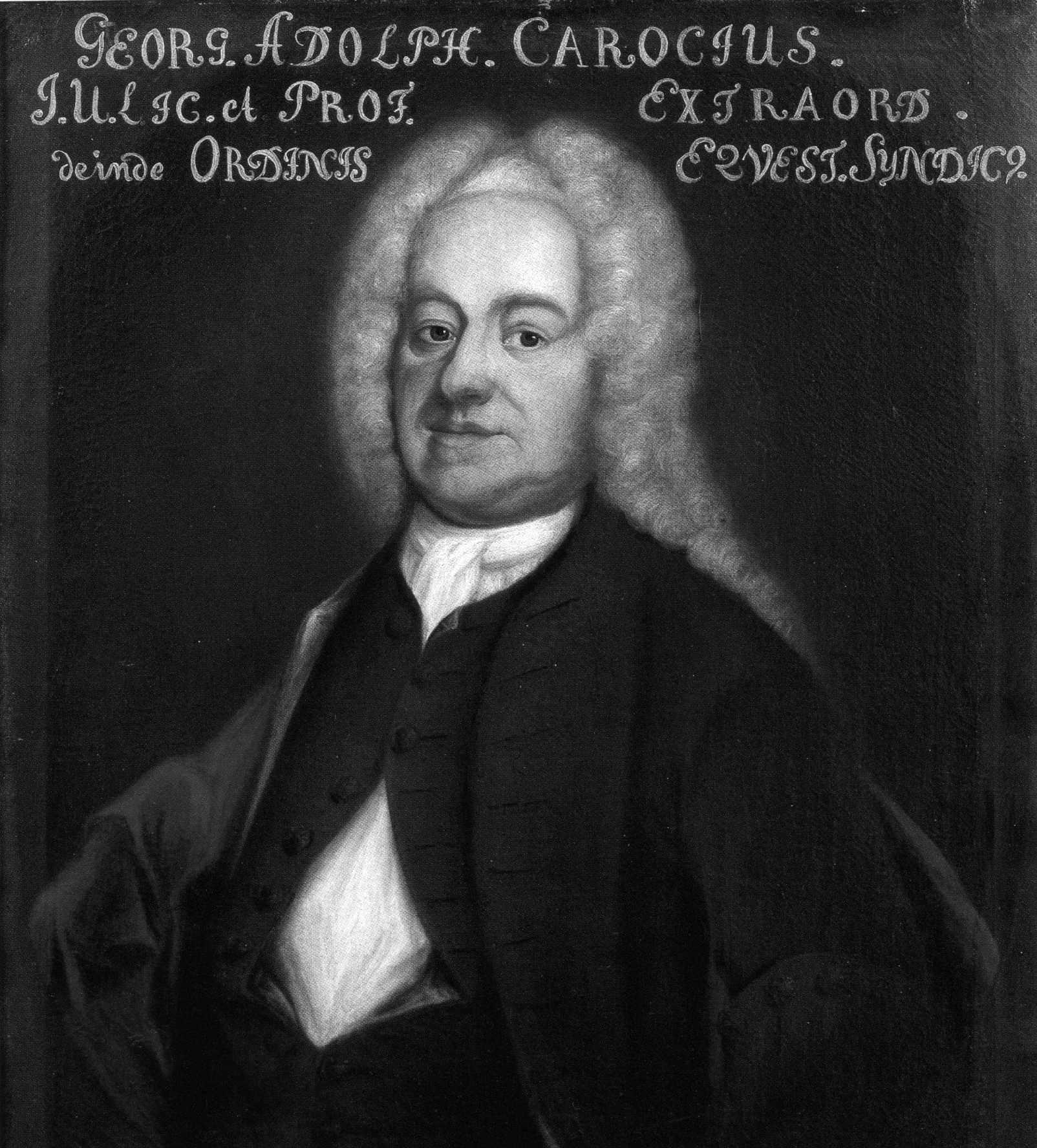
Georg Adolf Caroc

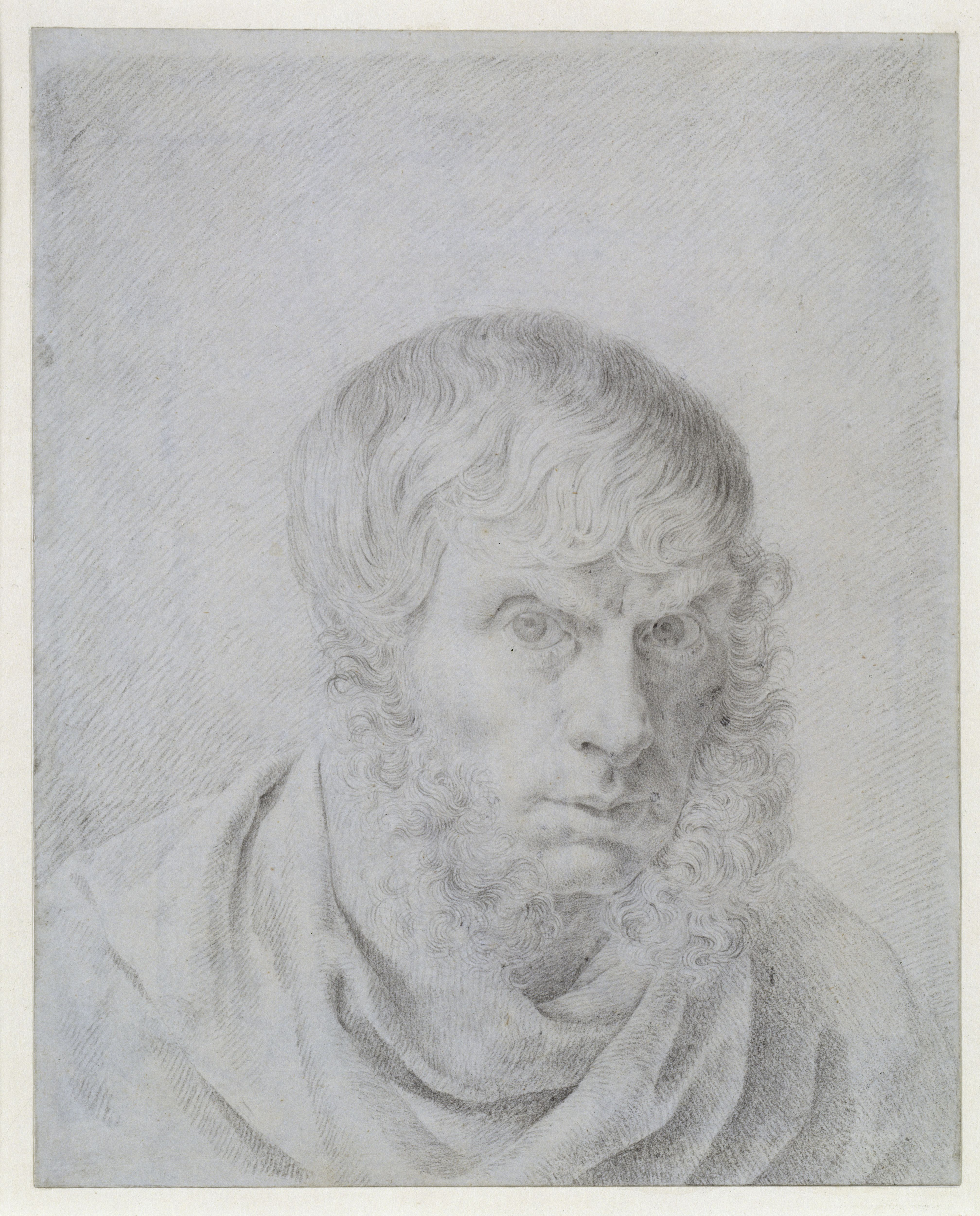
Caspar David Friedrich

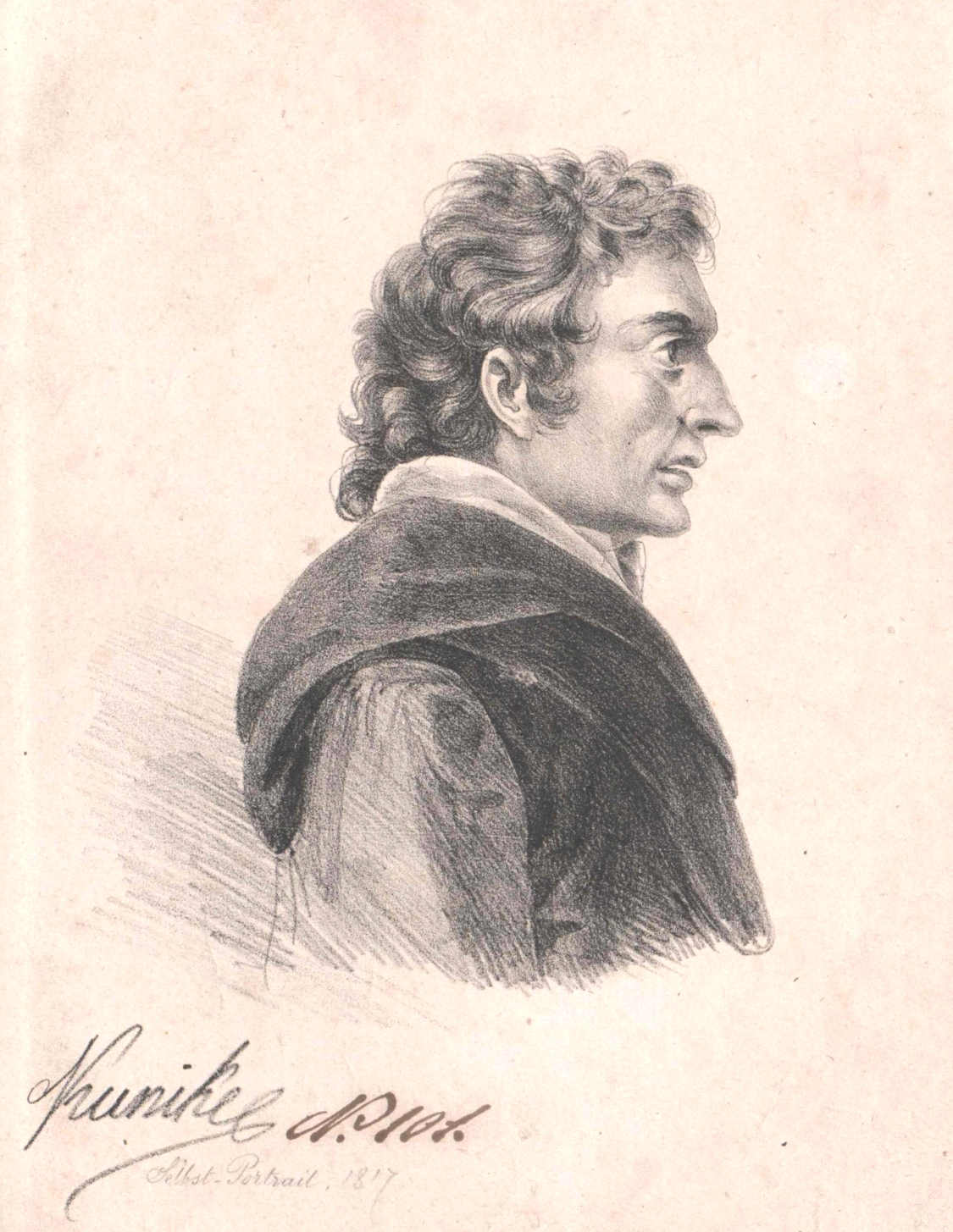
dolph Friedrich Kunike

Ludwig Mende

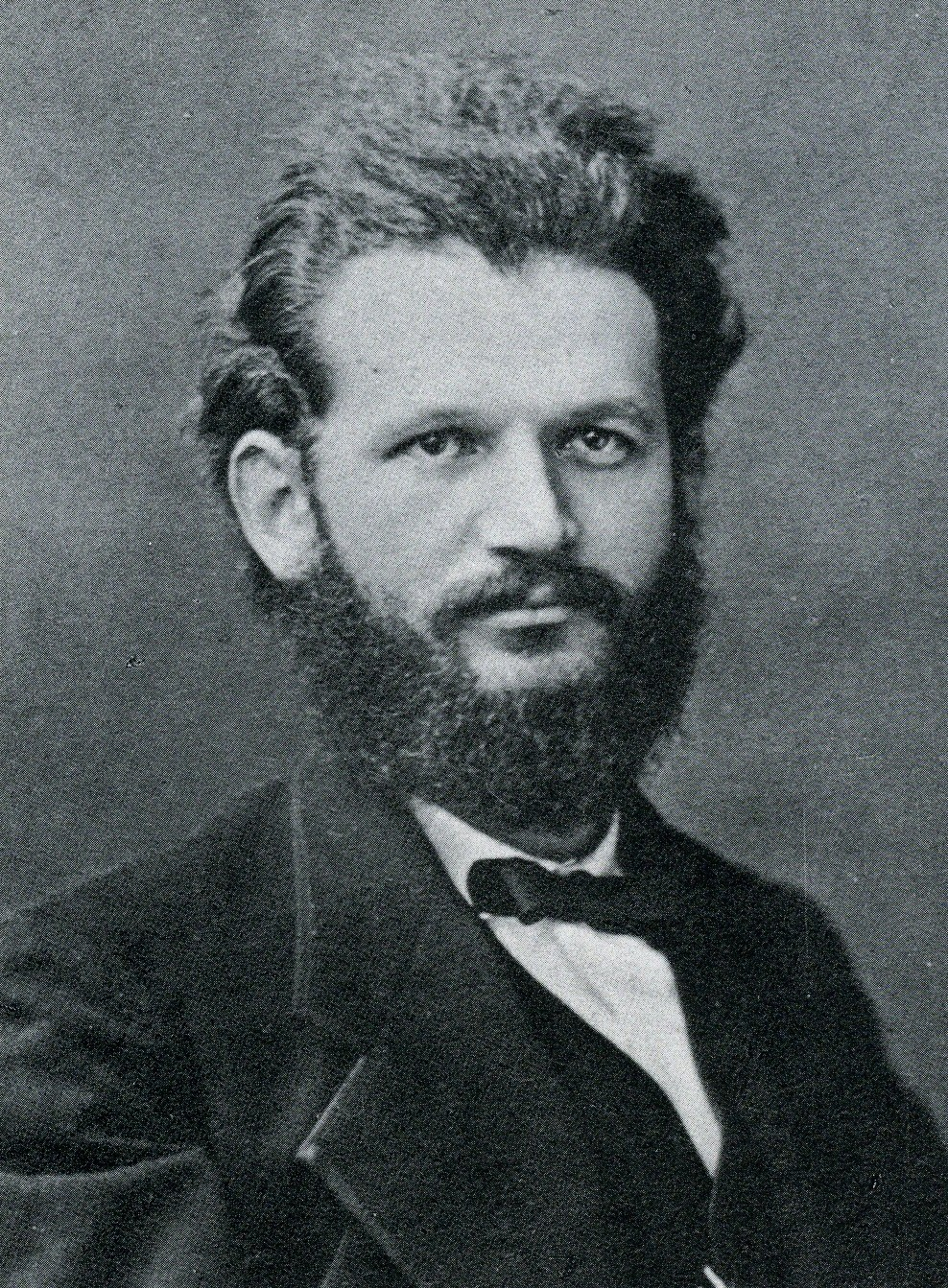
Heinrich Heydemann

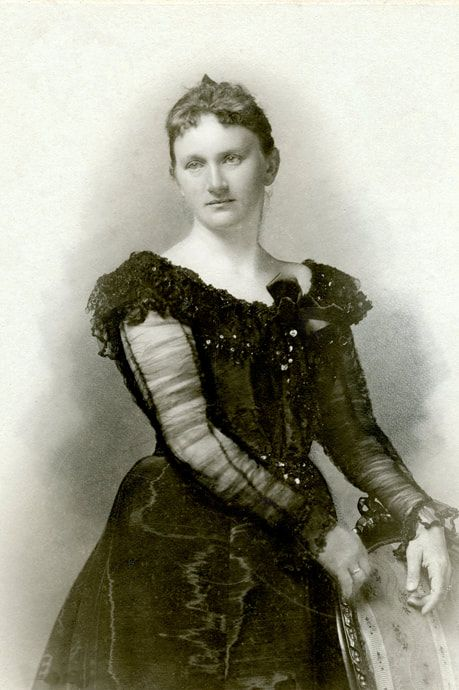
Luise Greger

Heinz Ritter-Schaumburg

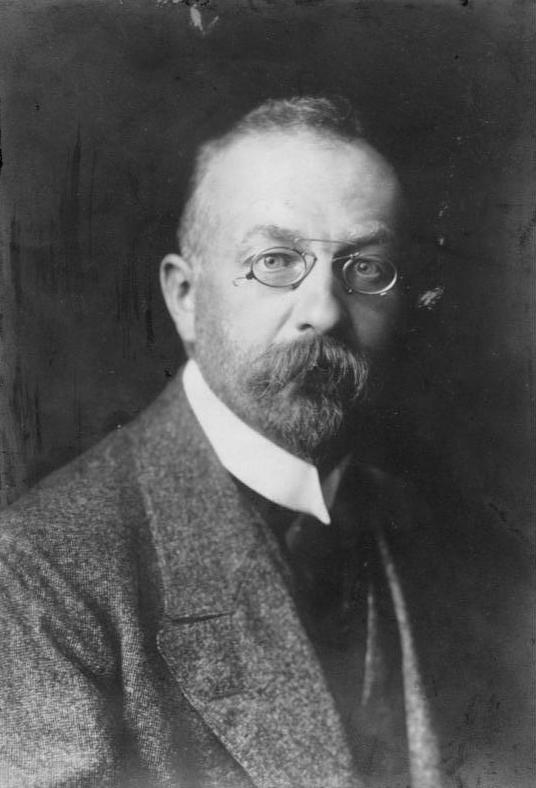
Konrad Haenisch

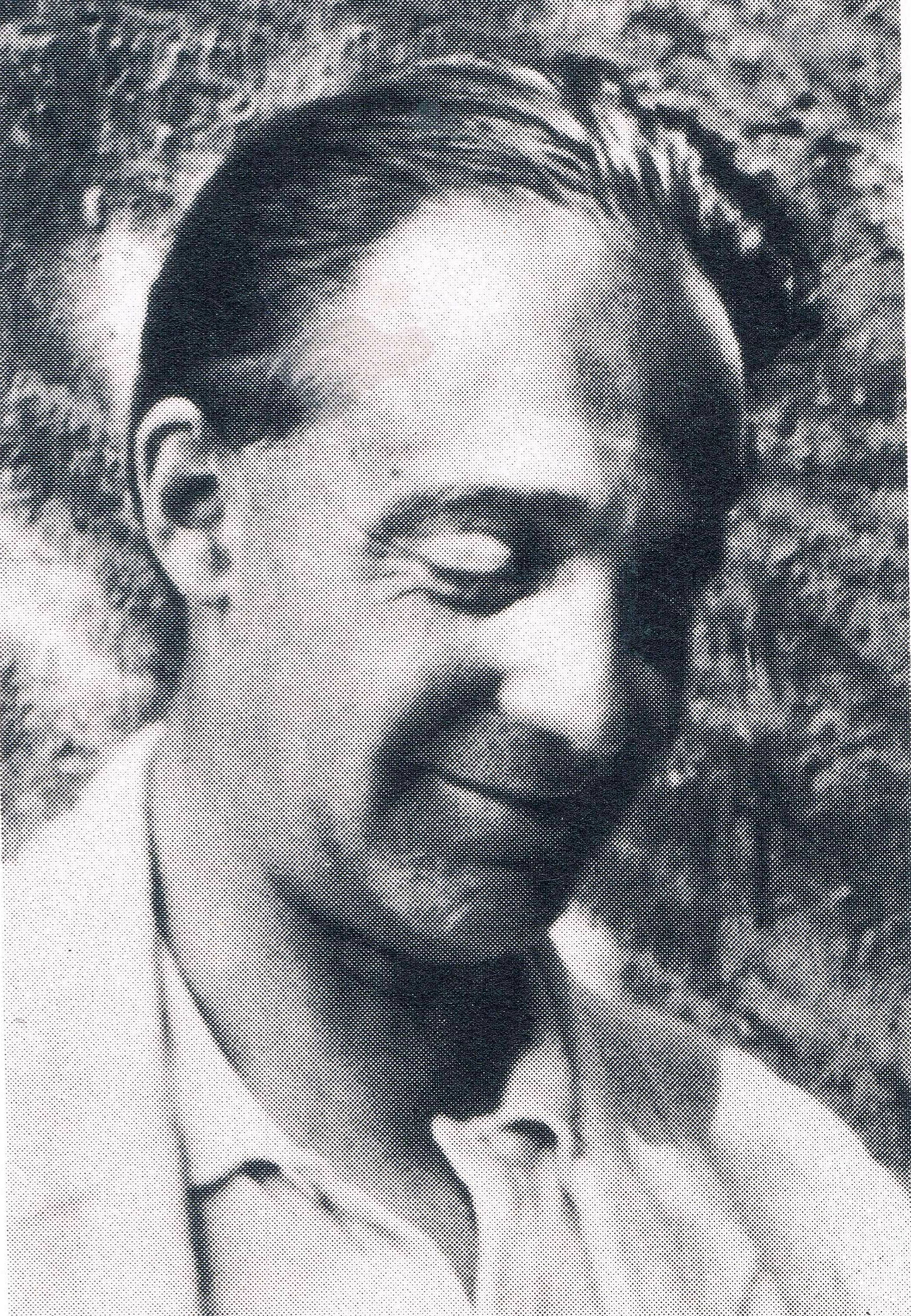
Heinrich Zimmer

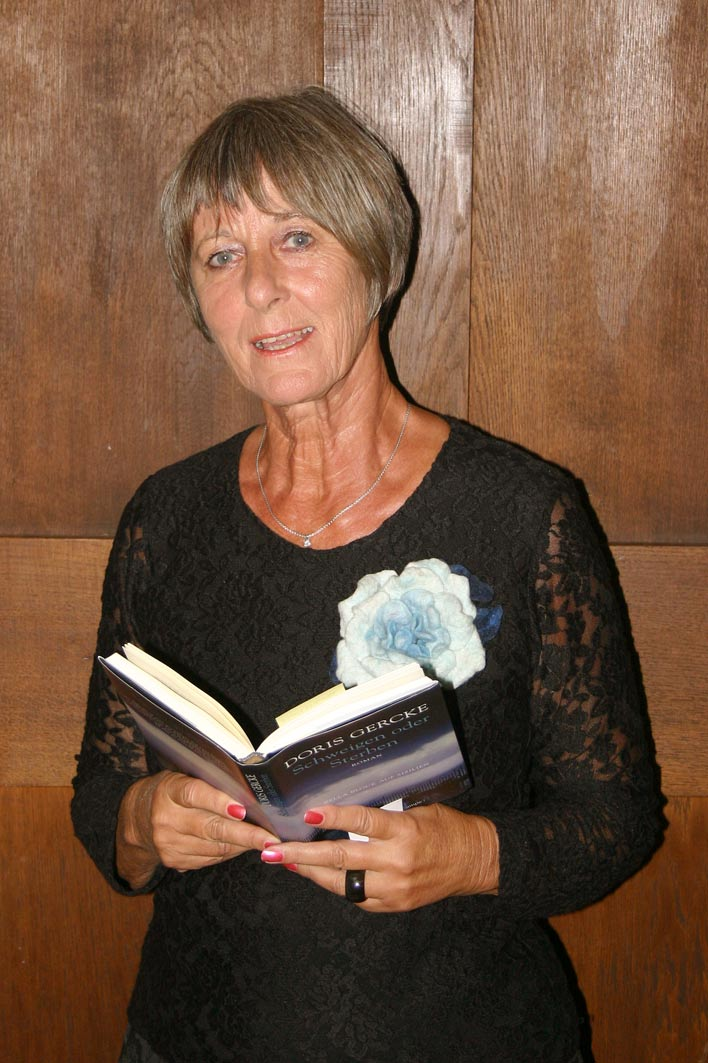
Doris Gercke

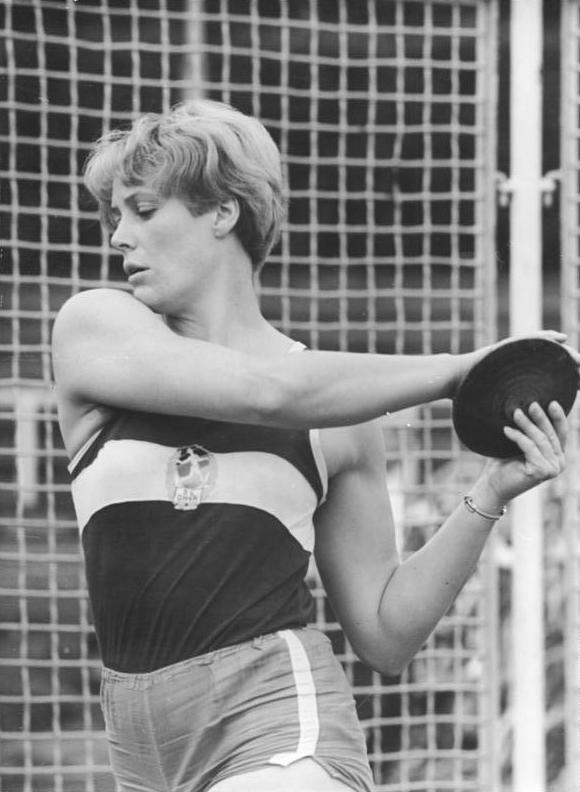
Karin Illgen

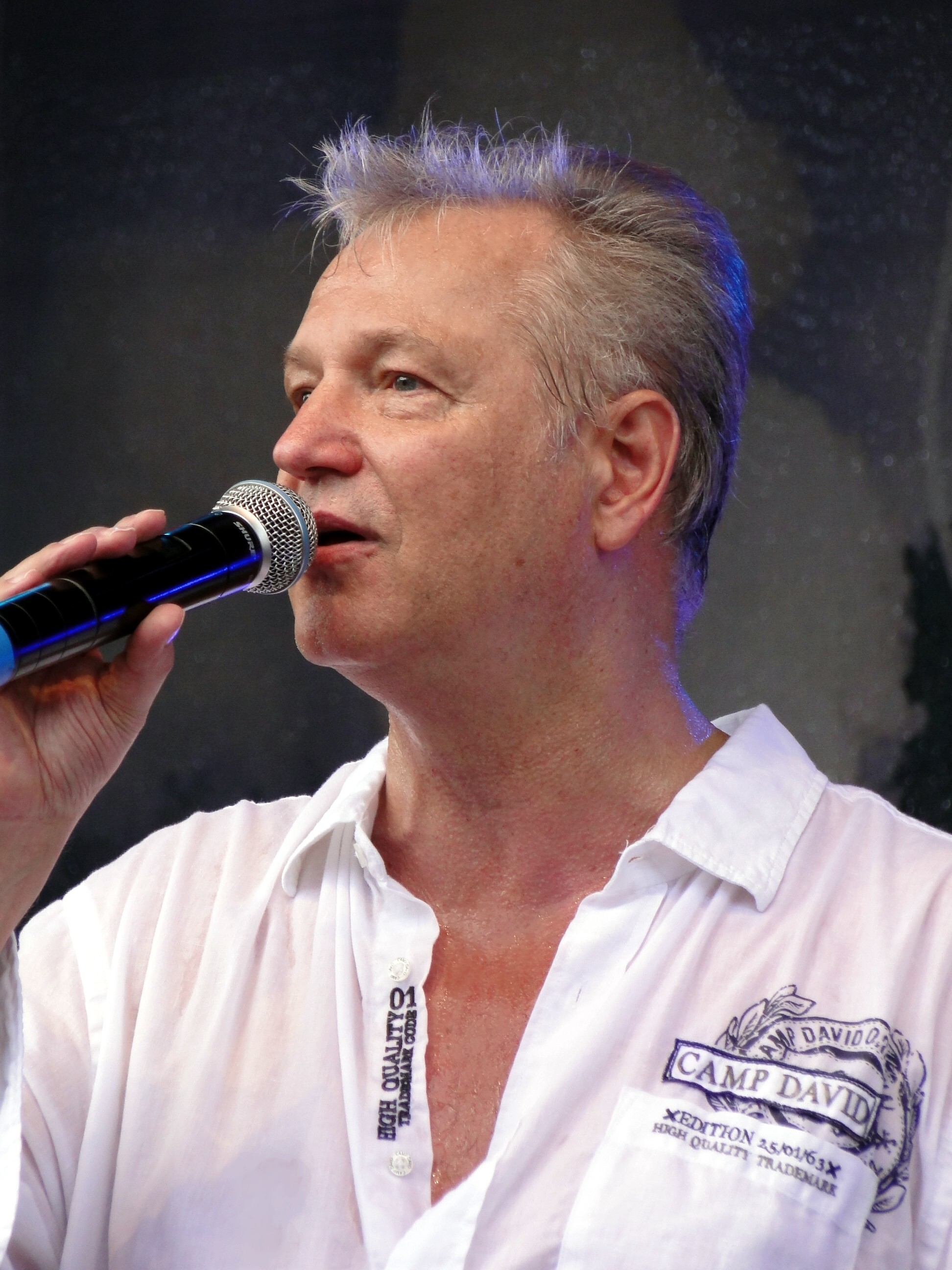
Gerd Christian

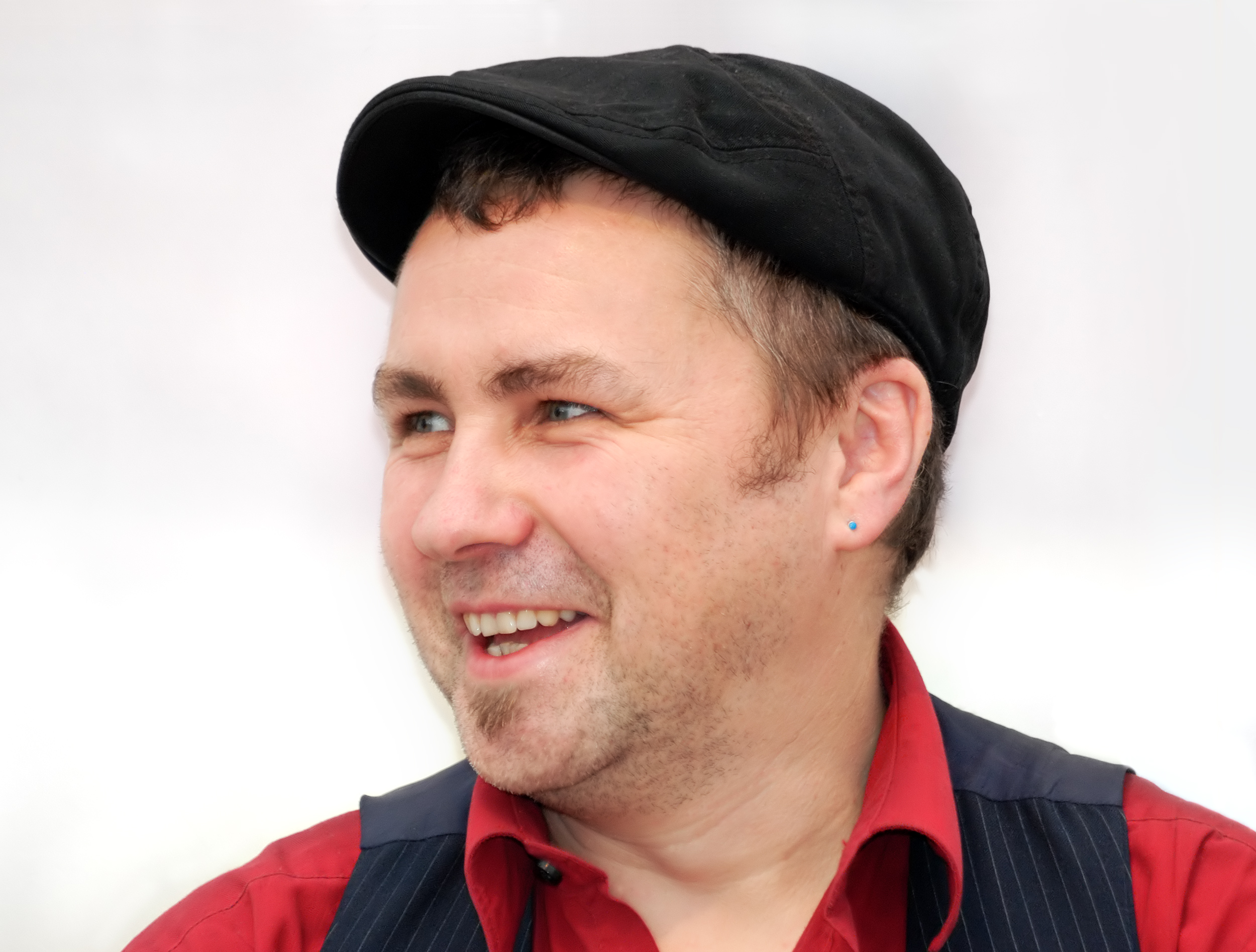
Martin Jankowski

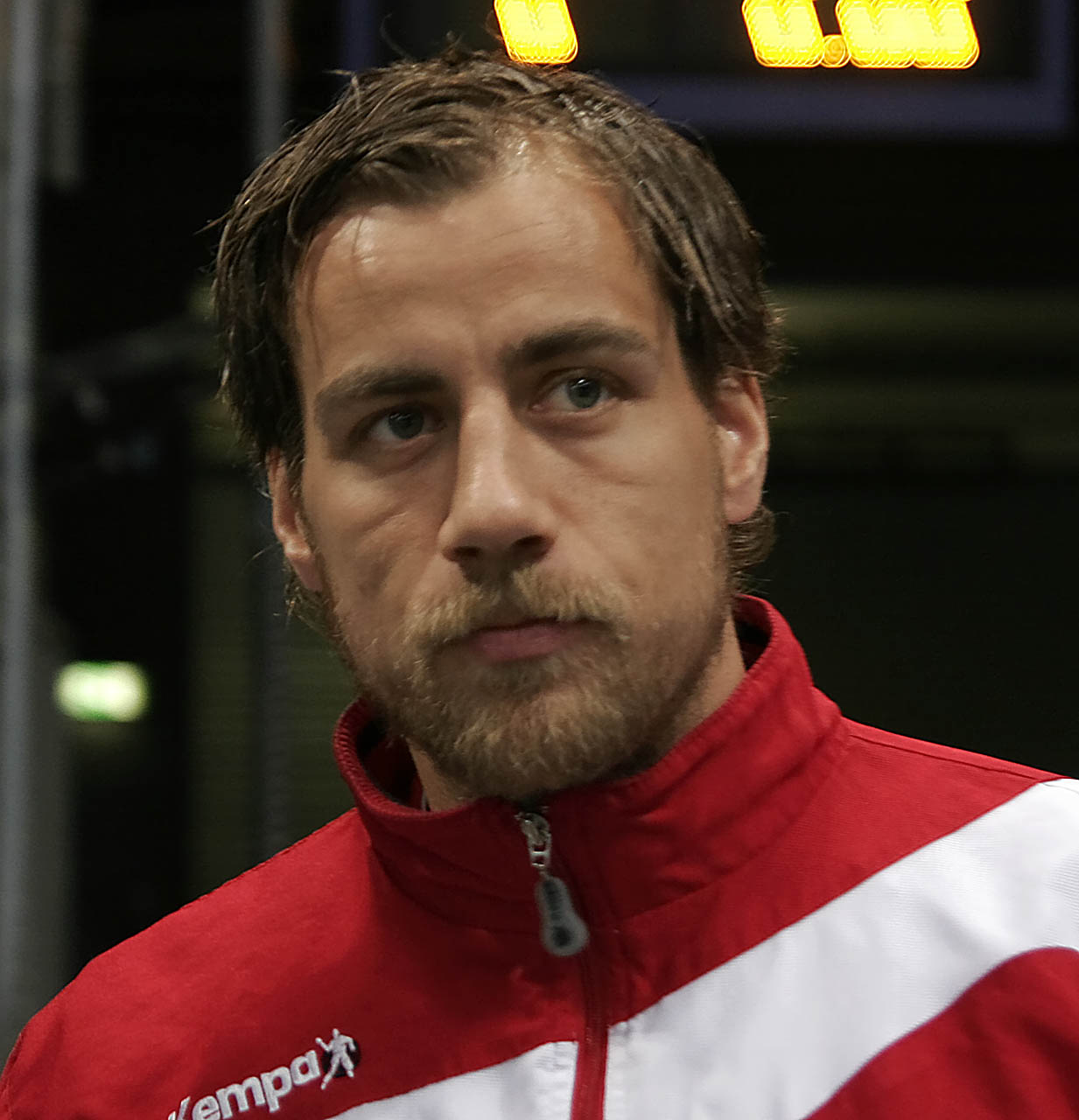
Maik Machulla

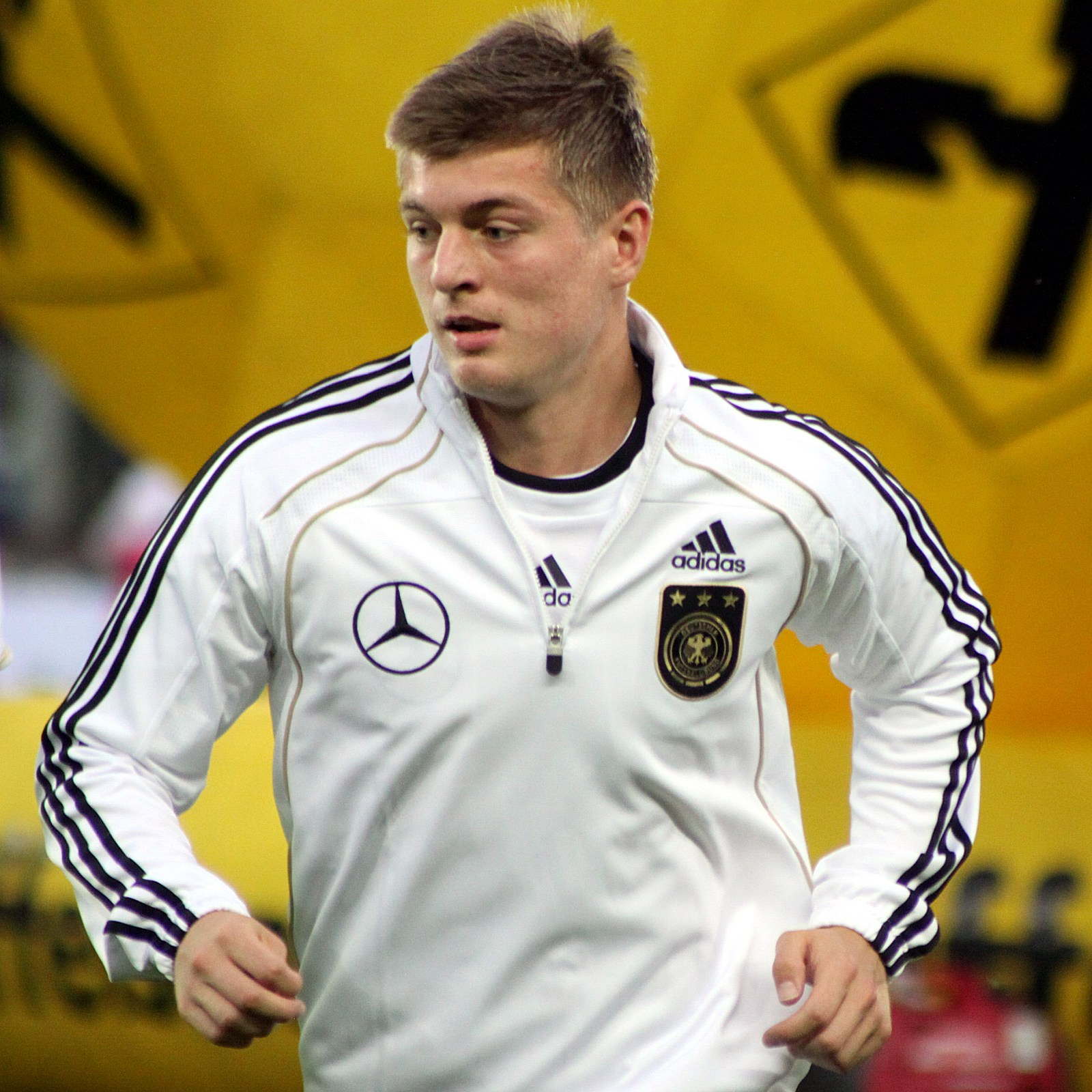
Toni Kroos

- Henning Scharpenberg († 1448), Erzbischof von Riga
- Heinrich Rubenow (um 1400 – 1462), Gründer der Universität Greifswald
- Peter Warschow (um 1417 – 1486), Bürgermeister von Greifswald
- Hermann Slupwachter (1420–1490), römisch-katholischer Theologe und Rechtsgelehrter
- Enwaldus Klene († 1501), Professor an der Universität Greifswald
- Arnold Segeberg († 1506), Professor an den Universitäten Greifswald und Rostock, Ratsherr in Stralsund
- Johannes Meilof (um 1435 – um 1505), Jurist
- Nikolaus Smiterlow (Mitte des 15. Jh. – 1539), Politiker und Bürgermeister von Stralsund
- Johannes Sastrow (1515–1545), Rechtsgelehrter, Dompropst in Speyer
- Bartholomäus Sastrow (1520–1603), Schriftsteller
- Joachim Erich (1526–1598), Bürgermeister von Greifswald
- Jürgen Gruwel (um 1530 – 1613), Gewandschneider und Ratsherr der Hansestadt Lübeck
- Martin Völschow (1546–1613), Bürgermeister von Greifswald
- Joachim Cimdarsius (1553–1618), Professor der Dichtkunst an der Universität Königsberg
- Friedrich Runge (1559–1604), Theologe
- Heinrich Schlichtkrull (1560–1625), Kanzler der Grafen von Mansfeld
- David Runge (1564–1604), Theologe
- Augustin Rhaw (1573–1621), Jurist, Vizekanzler im Herzogtum Pommern-Wolgast
- Friedrich Mevius (1576–1636), Rechtswissenschaftler an der Universität Greifswald
- Johann Seger (1582–1637), Rektor der Stadtschule Wittenberg
- Lorenz Stephani (1588–1657), Rechtsgelehrter in Mecklenburg
- Mövius Völschow (1588–1650), Theologe und Generalsuperintendent
- Johann Burgmann (1589–1662), Jurist
- Immanuel König (1590–1645), Theologe und Generalsuperintendent
- Joachim Völschow (1591–1664), Rechtsgelehrter an der Universität Greifswald
- Alexander Erskein (1598–1656), Jurist, schwedischer Hofherr
- Friedrich Runge (1599–1655), brandenburgischer Kanzler in Hinterpommern

## 17. Jahrhundert
- Laurentius Ribovius (1601–1644), Musikpädagoge, Dichter geistlicher Lieder und Sachbuchautor
- Abraham Battus (1606–1674), Theologe und Generalsuperintendent
- Johannes Bering (1607–1658), Theologe und Mathematiker
- David Mevius (1609–1670), Jurist, Richter am Obertribunal Wismar
- Christian Schwarz (1610–1679), Bürgermeister von Stralsund und königlich schwedischer Landrat in Schwedisch-Pommern
- Franz Stypmann (1612–1650), Rechtsgelehrter
- Sibylla Schwarz (1621–1638), Dichterin
- Johann Pommeresch (1624–1689), Rechtsgelehrter
- Georg Engelbrecht (1626–1693), Jurist, Richter am Obertribunal Wismar
- Joachim Christian von Ehrenburg (1628–1695), Jurist, Präsident der Justizkollegien und des Konsistoriums im Herzogtom Bremen und Verden
- Hermann von Wolffradt (1629–1684), Kanzler von Schwedisch-Pommern
- Konrad Friedlieb (1633–1714), Rechtsgelehrter an der Universität Greifswald
- Jacob Henning (1633–1704), evangelischer Theologe
- Petrus von Mascow (1634–1719), Rechtsgelehrter an der Universität Greifswald, Direktor des Konsistoriums
- Friedrich Gerdes (1634–1695), Rechtsgelehrter an der Universität Greifswald, Direktor des Konsistoriums
- Mattias von Hartmannsdorf (1641–1690), Diplomat in schwedischen Diensten, Richter am Obertribunal Wismar
- Johann Georg Burgmann (1647 – nach 1672), Rechtsgelehrter an der Universität Greifswald
- Georg Bernhard von Engelbrechten (1658–1730), Jurist, Kanzler für das Reichsterritorium der Herzogtümer Bremen-Verden
- Jeremias Papke (1672–1755), Mathematiker und Theologe
- Joachim Andreas Helwig (1677–1736), Rechtsgelehrter
- Johann Ludwig Würffel (1678–1719), Theologe und Feldprediger
- Christoph Pyl (1678–1739), Pädagoge und Historiker
- Georg Adolf Caroc (1679 – 1730 oder 1732), Jurist
- Christoph Helwig junior (1679–1714), Professor der Medizin
- Philipp Balthasar Gerdes (1680–1736), Rechtsgelehrter
- Jakob Palthen (1683–1746), Richter am Hofgericht Greifswald
- Jacob Gabriel Wolff (1683/84–1754), Jurist, Kirchenlieddichter
- Jakob Heinrich von Balthasar (1690–1763), Theologe und Historiker
- Laurentius Stenzler (1698–1778), Theologe und Generalsuperintendent
- Johann Franz von Boltenstern (1700–1763), Richter am Hofgericht in Greifswald und am Obertribunal Wismar

## 18. Jahrhundert
- Augustin von Balthasar (1701–1786), Jurist
- Hermann Heinrich von Engelbrecht (1709–1760), Jurist
- Peter Ahlwardt (1710–1791), Theologe und Philosoph
- Emanuel Christoph von Essen (1715–1770), Jurist, Syndicus und Professor
- Andreas Westphal (1720–1788), Anatom und Archiater
- Georg Brockmann (1723–1800), Theologe
- Christian Wilhelm Haken (1723–1791), Pfarrer
- Johann David von Reichenbach (1732–1807), Chronist, Wissenschaftler, Aufklärer und Reformer
- Joh. Chr. Andreas Mayer (1747–1801), Mediziner
- Siegfried Joachim Meyer (1751–1833), Jurist und Bürgermeister von Greifswald
- Carl Friedrich Pogge (1752–1840), Kaufmann und Münzsammler
- Christian Wilhelm Ahlwardt (1760–1830), Philologe
- Johann Gottfried Hagemeister (1762–1806), Schauspieler, Dichter, Publizist und Lehrer
- Johann Martin Giehr (1763–1848), Maler
- Gabriel Peter von Haselberg (1763–1838), Jurist
- Emanuel Friedrich Hagemeister (1764–1819), Rechtswissenschaftler
- Lorenz Wilhelm von Haselberg (1764–1844), Mediziner
- Gustav von Möller (1770–1847), Jurist und Gerichtspräsident
- Caspar David Friedrich (1774–1840), Maler
- Carl Gesterding (1774–1843), Jurist, Historiker und Bürgermeister von Greifswald
- Friedrich Muhrbeck (1775–1827), Philosoph
- Georg Andreas Reimer (1776–1842), Verleger
- Karl Schildener (1777–1843), Jurist und Rechtshistoriker
- Adolph Friedrich Kunike (1777–1838), Lithograph, Zeichner und Verleger in Wien
- Ludwig Julius Caspar Mende (1779–1832), Gynäkologe, Geburtshelfer und Gerichtsmediziner
- Ehregott Ulrich Warnekros (1779–1830), Mediziner und Stadtphysikus
- Friedrich Christian Rosenthal (1780–1829), Anatom und Hochschullehrer
- Anton Heinrich Gladrow (1785–1855), Maler und Zeichenlehrer
- Carl Friedrich Theodor Heuer (1785–1854), Deichhauptmann im Oderbruch
- Gottlieb Giese (1787–1838), Maler und Architekt
- Johann Christian Friedrich Finelius (1787–1846), Theologe
- Friedrich Wilhelm von Schubert (1788–1856), lutherischer Theologe, Geistlicher, Skandinavist und Hochschullehrer
- Johanna Odebrecht (1794–1856), Begründerin der Johanna-Odebrecht-Stiftung

## 19. Jahrhundert

### 1801 bis 1850
- Friedrich Hermann Sonnenschmidt (1801–1881), Jurist und preußischer Oberappellationsrat
- Heinrich Eddelien (1802–1852), deutsch-dänischer Maler
- Gottfried Gustav von Möller (1803–1868), Richter und Appellationsgerichtspräsident
- Karl Rodbertus (1805–1875), Nationalökonom
- Johann Friedrich Boeck (1811–1873), Landschaftsmaler und Fotograf
- Ludwig Hermann (1812–1881), Landschafts- und Marinemaler
- Albert Hoefer (1812–1883), Sprachwissenschaftler und Indogermanist
- Ludwig Oskar Bröcker (1814–1895), Historiker, Lehrer und Journalist
- Ulrich von Baudissin (1816–1893), Maler und Schriftsteller
- Carl Ferdinand Eichstedt (1816–1892), Gynäkologe und Dermatologe
- Hugo von Lilienthal (1816–1890), preußischer Generalmajor
- Asta Heiberg (1817–1904), Schriftstellerin
- Eduard Heldt (1818–1885), deutscher Konteradmiral
- Edmund Hoefer (1819–1882), Novellist und Literaturkritiker
- Hermann Friedrich Christoph Lehmann (1821–1879), Philologe, Pädagoge und Historiker
- Ludwig Ziemssen (1823–1895), Pädagoge, Schriftsteller und Redakteur
- Theodor Pyl (1826–1904), Historiker
- Hermann von Vahl (1826–1892), Rittergutsbesitzer und Politiker, Reichstagsabgeordneter
- Wilhelm Ahlwardt (1828–1909), Orientalist
- Hugo von Ziemssen (1829–1902), Internist
- August Sigismund Schultze (1833–1918), Jurist und Hochschullehrer
- Wilhelm Haeger (1834–1901), Architekt und Baubeamter
- Wilhelm Heinrich Meyer (1834–1896), Kaufmann und Autor, Mitinhaber der Firma F. Hessenland in Stettin
- Eduard Heiden (1835–1888), Agrikulturchemiker
- Friedrich Michels (1835–1872), Chemiker und Fabrikdirektor
- Otto Vogel (1838–1914), Gymnasiallehrer und Autor
- Wilhelmina Weyergang (1839–1903), niederdeutsche Erzählerin
- Paul Konewka (1841–1871), Silhouettenschneider und Zeichner
- Wilhelmine Althaber (1841–1917), Schriftstellerin und Pädagogin
- Katharina Brandis (1841–1928), Malerin und Indien-Reisende
- Max von Beseler (1841–1921), Jurist und Politiker
- Alma Kriesche (1844–1923), Schriftstellerin und Frauenrechtlerin
- Theodor Brieger (1842–1915), Theologe
- Heinrich Heydemann (1842–1889), Archäologe
- Paul Vogt (1844–1885), Mediziner
- Paul Bergholz (1845–1909), Meteorologe
- Konrad Gesterding (1848–1917), Jurist und Politiker
- Hans von Beseler (1850–1921), General und Politiker
- Max Lenz (1850–1932), Historiker

### 1851 bis 1900
- Friedrich Vogt (1851–1923), Historiker, Philologe und Germanist
- Mite Kremnitz (1852–1916), Schriftstellerin
- Karl Ludwig von Mühlenfels (1855–1920), Generalleutnant
- Ernst Gronow (1856–1932), Politiker und Oberbürgermeister in Stralsund
- Max Schröder-Greifswald (1858–1930), Maler
- Luise Greger (1861–1944), Komponistin
- Erich Pernice (1864–1945), Archäologe
- Georg Engel (1866–1931), Schriftsteller
- Otto Wobbe (1868–1945), Heimatforscher und Schriftsteller
- Paul Helfritz (1872–1950), Generalmajor der Reichswehr
- Richard Fuchs (1873–1944), Mathematiker und Flugtechniker
- Adolf Bennecke (1875–1922), deutscher Gynäkologe und Hochschullehrer
- Konrad Haenisch (1876–1925), Journalist, Redakteur und Politiker
- Hans von Oldershausen (1876–1956), preußischer Verwaltungsjurist, Oberregierungsrat und Landrat
- Gertrud Ulmann (1876–1943), Malerin
- Paul Keding (1877–1943), Arzt und Abgeordneter des Provinziallandtages der Provinz Hessen-Nassau
- Minna Todenhagen (1880–1950), Sozialpolitikerin und Mitbegründerin der Arbeiterwohlfahrt
- Erich Leick (1882–1956), Oberlehrer, Pädagoge und Botaniker
- Richard Schmidt (1882–1946), Jurist und Bürgermeister von Greifswald
- Karl Gramenz (1889–1936), Maschinenbauingenieur und Normungsexperte
- Friedrich Jürgen Baethgen (1890–1972), Historiker und Mediävist
- Bernhard Rang (1890–1976), Bibliothekar
- Dora Schlatter (1890–1969), Landtagsabgeordnete
- Heinrich Zimmer (1890–1943), Indologe
- Ellen de Boor (1891–1976), Autorin und Übersetzerin
- Hans Fallada (1893–1947), Schriftsteller
- Hellmuth Heyden (1893–1972), Theologe und Kirchenhistoriker
- Kurt Wolff (1895–1917), Jagdflieger
- Berthold Altmann (1896–1992), Jurist
- Karl Pietschmann (1897–1938), Maler
- Paul Busse-Grawitz (1900–1983), Mediziner

## 20. Jahrhundert

### 1901 bis 1925
- Georg Eilert (1901–1985), Schauspieler, Rundfunk- und Synchronsprecher
- Heinz Ritter-Schaumburg (1902–1994), Privatgelehrter und Autor
- Hermann Druckrey (1904–1994), Pharmakologe
- Charlotte Erxleben (1906–1981), Prostituierte
- Wolfgang Koeppen (1906–1996), Schriftsteller
- Ottomar Domnick (1907–1989), Psychiater, Filmautor und Kunstsammler
- Ernst Zunker (1908–1999), Bibliothekar
- Hans Domnick (1909–1985), Filmproduzent und Dokumentarfilmer
- Fritz Kempe (1909–1988), Fotograf
- Ernst Kutscher (1909–1974), Jurist und Diplomat
- Wolf Strache (1910–2001), Fotograf, Bildbuchautor, Verleger[1]
- Gisela Bergsträsser (1911–2003), Kunsthistorikerin
- Manfred Bues (1913–2012), Leichtathlet
- Heinrich Ferdinand Curschmann (1913–2009), deutscher Rechtsanwalt und Studentenhistoriker
- Kurd Pieritz (1918–2010), Schauspieler
- Magnus von Braun (1919–2003), Chemieingenieur und Raketenkonstrukteur
- Eckhart Buddecke (1923–2016), Mediziner, Hochschullehrer für Biochemik und Stiftungsgründer
- Brigitte Bukovics (1924–2020), österreichische Mathematikerin
- Horst Bibergeil (1925–2013), Mediziner (Diabetologe)

### 1926 bis 1950
- Günter Fredrich (1927–2008), Komponist, Dirigent, Musikpädagoge und Hochschullehrer
- Ewald Moldt (1927–2019), DDR-Politiker und Diplomat, Botschafter in Rumänien (1965–70), stellv. Außenminister der DDR (1970–78, 1988–90)
- Hans Bentzien (1927–2015), DDR-Politiker, Minister für Kultur der DDR (1961–65), Schriftsteller
- Erwin Deutsch (1929–2016), Zivil- und Medizinrechtler, Hochschullehrer
- Rudi Fleck (1930–2012), Politiker (SED)
- Dietrich Kölzow (1930–2018), Mathematiker und Hochschullehrer
- Herbert Nachbar (1930–1980), Schriftsteller
- Diethelm Schröder (* 1930), Journalist
- Peter Stöckicht (1930–2018), Jurist und Politiker (NPD)
- Ingeborg Lohfink (1931–2021), Schriftstellerin, Dichterin und Publizistin
- Jürgen Spranger (1931–2025), Pädiater
- Bernhard Molitor (1932–2007), Beamter, Ministerialdirektor beim Bundesministerium für Wirtschaft
- Renate Herrmann-Winter (* 1933), Professorin für niederdeutsche Sprache
- Evamaria Engel (* 1934), Mittelalterhistorikerin
- Ute Guzzoni (* 1934), Philosophin und Autorin
- Brigitte Ullmann (* 1934), Gebrauchsgrafikerin und Illustratorin
- Horst Hussel (1934–2017), Zeichner, Grafiker und Schriftsteller
- Horst Saß (1934–2013), Fußballspieler, -trainer und Hochschullehrer
- Wolfgang Schulz (* 1934), Politiker, Mitglied des Landtags von Mecklenburg-Vorpommern
- Josef Sommer (* 1934), Schauspieler
- Inge Trisch (1934–2023), Fernsehautorin und Redakteurin
- Heinz Cyrus (1936–1965), Todesopfer an der Berliner Mauer
- Gerhard Pridöhl (1936–2021), Schriftsteller und Journalist
- Wilhelm Riehmer (* 1936), Brigadegeneral des Heeres der Bundeswehr
- Doris Gercke (1937–2025), Schriftstellerin
- Else Ludwig (* 1937), Schauspielerin und Musicaldarstellerin
- Elke Blumenthal (1938–2022), Ägyptologin
- Peter Götz Güttler (1939–2024), Medailleur
- Volker Rohde (1939–2000), Dirigent
- Michael Schwarz (1940–2021), Kunsthistoriker
- Franz von Benda-Beckmann (1941–2013), Rechtsethnologe
- Karl Hagemann (1941–2019), Politiker (CDU)
- Gerhild Freese (1941–2022), Goldschmiedin und Schmuckgestalterin
- Karin Illgen (* 1941), Leichtathletin
- Klaus Müller (* 1941), Badmintonspieler
- Wolfgang Teichmann (* 1941), Chirurg
- Peter Bongartz (* 1942), Schauspieler
- Barbara Duden (* 1942), Medizinhistorikerin und Geschlechterforscherin
- Horst Günther Linke (* 1942), Historiker
- Hans Lüssow (* 1942), Marineoffizier, zuletzt Vizeadmiral der Bundesmarine und Inspekteur der Marine
- Christel Meier-Staubach (* 1942), Klassische und Mittellateinische Philologin, Hochschullehrerin
- Eckehardt Ruthenberg (1943–2011), Designer
- Wolfgang Gladrow (1943–2022), Slawist
- Hartmut Krüger (1943–1998), Rechtswissenschaftler und Hochschullehrer
- Hans-Ulrich Lüdemann (1943–2019), Schriftsteller
- Eveline Hall (* 1945), Schauspielerin, Model und Balletttänzerin
- Lutz Feldt (* 1945), Marineoffizier, zuletzt Vizeadmiral der Bundesmarine und Inspekteur der Marine, ehemaliger Präsident des Deutschen Maritimen Instituts
- Karin Struck (1947–2006), Schriftstellerin
- Jürgen Kümmel (* 1948), Bildhauer
- Reinhard Fiehler (* 1949), Sprachwissenschaftler
- Karin Rührdanz (* 1949), Kunsthistorikerin und Islamwissenschaftlerin
- Gerd-Christian Biege (* 1950), Sänger
- Uwe Dähn (* 1950), Fotograf und Politiker
- Christine Zierath (* 1950), Badmintonspielerin

### 1951 bis 1975
- Christian Nülken (* 1951), Architekt und Architekturhistoriker
- Michael Siebenbrodt (* 1951), Architekt, Architekturhistoriker und Leiter des Bauhausmuseums
- Horst Wernicke (* 1951), Historiker
- Holger Biege (1952–2018), Musiker
- Joachim Dreifke (* 1952), Ruderer
- Hartmut Huhse (* 1952), Fußballspieler
- Eckart Märzke (* 1952), Fußballspieler und Fußballtrainer
- Harry Glawe (* 1953), Politiker (CDU)
- Jörg-Peter Weigle (* 1953), Dirigent, Musikpädagoge
- Christoph Meyer (* 1954), Zeichner und Grafiker
- Wolfgang Rindfleisch (* 1954), Hörspiel-Regisseur
- Ulrich Kons (* 1955), Ruderer
- Christoph Singelnstein (* 1955), Journalist und Medienmanager
- Friedhelm Bögelsack (* 1955), Eishockeyspieler
- Andreas Pehnke (* 1957), Bildungshistoriker
- Jürgen Uteß (* 1957), Fußballspieler
- Ute Schildt (* 1957), Politikerin
- Cornelia Linse (* 1959), Ruderin
- Torsten Koch (* 1960), Boxer
- Ilona Ryk (* 1960), Badmintonspielerin
- Jes Möller (* 1961), Jurist und Politiker, Präsident des Verfassungsgerichts des Landes Brandenburg
- Gunter Berger (* 1962), Dirigent und Chorleiter
- Birgit Kämmer (* 1962), Badmintonspielerin
- Petra Michalowsky (* 1962), Badmintonspielerin
- Thorsten Zwinger (* 1962), Maler
- Veronika Albrecht-Birkner (* 1963), evangelische Theologin und Hochschullehrerin
- Mayk Bullerjahn (* 1963), Fußballspieler
- Caren Metschuck (* 1963), Schwimmerin
- Anett Kölpin (* 1963), Musikerin, Sängerin und Klavierspielerin
- Schaukje Könning (* 1963), Schauspielerin und Synchronsprecherin
- Jörg Reichl (* 1963), Politiker, Bürgermeister von Rudolstadt
- Friedrich Kramer (* 1964), Bischof der Evangelischen Kirche in Mitteldeutschland
- Thomas Mundt (* 1964), Badmintonspieler
- Jörg Stülke (* 1964), Mikrobiologe
- Martin Jankowski (* 1965), Autor
- Wolfgang Torkler (* 1965), Jazzmusiker
- Wiebke Wiedeck (* 1965), Vortragsrednerin und Autorin, ehemalige Sängerin und Schauspielerin
- Nils Düwell (* 1966), Schauspieler
- Dirk Schleinert (* 1966), Archivar und Historiker
- Klaus-Martin Bresgott (* 1967), Kunsthistoriker und Dirigent
- Heiko Miraß (* 1967), Ministerialbeamter und Politiker (SPD)
- Henri Fuchs (* 1970), Fußballspieler
- Lars-Arne Dannenberg (* 1971), Historiker, Redakteur und Autor
- Gerrit Brösel (* 1972), Wirtschaftswissenschaftler
- René Gottwald (* 1973), Fußballspieler
- Mathias Rochow (* 1975), Politiker (NPD)

### 1976 bis 2000
- Katharina Feike (* 1976), Politikerin
- Matthias Fritsch (* 1976), Filmkünstler
- Nikolaus Kramer (* 1976), Politiker (AfD)
- Stefan Rochow (* 1976), Politiker (NPD)
- Maik Machulla (* 1977), Handballspieler
- Steffen Popp (* 1978), Schriftsteller
- Alexander Kowalski (* 1978), Techno-DJ und Produzent
- Robert Gabel (* 1979), Politiker (Tierschutzpartei)
- Ute Katharina Kampowsky (* 1979), Schauspielerin
- Robin Szolkowy (* 1979), Eiskunstläufer
- Jörg Lehnigk (* 1980), Ruderer
- Sebastian Sylvester (* 1980), Profiboxer
- Judith Schalansky (* 1980), Schriftstellerin und Buchgestalterin
- Christian Person (* 1980), Fußballspieler
- Johannes Thielmann (* 1981), Filmproduzent, Filmregisseur und Drehbuchautor
- Luise Amtsberg (* 1984), Politikerin (Bündnis 90/Die Grünen), MdB
- Paola Brandenburg (* 1984), Theater- und Filmschauspielerin
- Andreas Kämmer (* 1984), Badmintonspieler
- Christian Löffler (* 1985), Musiker
- Swantje Basan (* 1986), Volleyball- und Beachvolleyballspielerin
- Sven Präkels (* 1986), Handballspieler
- Thomas Troelenberg (* 1987), Profiboxer
- Georg Günther (* 1988), Politiker (CDU)
- Isabell Schmidt (* 1989), Popsängerin
- Verena Schott (* 1989), Schwimmerin, Paralympics-Medaillengewinnerin
- Elisabeth Aßmann (* 1990), Agrarökonomin und Politikerin
- Toni Kroos (* 1990), Fußballspieler, Weltmeister
- Felix Kroos (* 1991), Fußballspieler
- Nick Weber (* 1991), Handballspieler
- Anna Rüh (* 1993), Leichtathletin
- Florian Schulz (* 1994), Boxer, Vizeeuropameister
- Tilo Schreier (* 1995), Sportschütze
- Lena Kindermann (* 1999), Volleyballspielerin
- Henning Jeschke (* 2000), Klimaaktivist

## 21. Jahrhundert
- Daniel Zacek (* 2001), Basketballspieler
- Max Christoph Beneke (* 2003), Handballspieler